# Gustav Friedrich von Beyer
Pour les articles homonymes, voir Beyer.
Gustav Friedrich Beyer, depuis 1859 von Beyer (né le 26 février 1812 à Berlin et mort le 7 décembre 1889 à Leipzig) est un général d'infanterie prussien et ministre de la Guerre de Bade.

## Biographie
Beyer est le fils d'un fonctionnaire du gouvernement prussien (Conseil de gouvernement de Geheimer) et le frère aîné d'Alexandre Beyer (de), qui devient plus tard maire de Potsdam.
Il rejoint l'armée prussienne en avril 1829, étudie à l'Académie de guerre de Prusse en tant que sous-lieutenant de 1835 à 1838, est promu premier lieutenant en 1846 et participe à la répression de la révolution de Bade en 1849 au poste d'adjudant de brigade. Il est immédiatement transféré à l'état-major général et l'année suivante au ministère de la Guerre, où il devient major en 1853 et chef du département central en 1855. Il a occupé ce poste pendant cinq ans et est anobli en 1859, en témoignage de la plus grande satisfaction de ses services et par la plus grande grâce. À partir de 1860, Beyer est colonel commandant du 31e régiment d'infanterie. En 1864, il est promu général de division et prend ainsi la tête de la 32e brigade d'infanterie.

### Guerre austro-prussienne
Lorsque la guerre austro-prussienne éclate, Beyer reçoit le commandement d'une division combinée d'environ 19 000 hommes provenant des garnisons des forteresses occidentales qui entre dans l'électorat de Hesse le 16 juin à partir de Wetzlar, après un ultimatum prussien. Dès le 19 juin, Beyer s'empare sans combat de Cassel, la capitale de l'électorat de Hesse. Les militaires de l'électorat de Hesse se sont réfugiés à Fulda et Hanau. Avec Maximilian Duncker, qui est le commissaire civil prussien, Beyer reprend l'administration de l'électorar de Hesse et interne l'électeur de Hesse Frédéric-Guillaume.
La division de Beyer fait partie de ce qui devient plus tard connu sous le nom d'armée principale (initialement l'armée de l'Ouest) sous les ordres de Vogel von Falckenstein. Après que les deux régiments de l'électorat de Hesse ont pu se replier vers le sud à temps, il est appelé à poursuivre les troupes de Hanovre soupçonnées de se trouver près de Göttingen. Sa division doit avancer à pied car les voies ferrées sont détruites. Beyer passe par Eisenach en direction de Langensalza. mais n'a aucun combat avec les Hanovriens, qui capitulent le 29 juin 1866.
Après l'union avec les deux autres divisions de l'armée principale, il participe en juillet 1866 à la campagne du Main contre l'armée fédérale. Une partie de ses formations provoque le 4 juillet à Hünfeld, la fuite de la cavalerie de réserve bavaroise sous les ordres du prince de Thurn et Taxis  après un bref échange de tirs. À Hammelburg/Kissigen, Beyer force le passage de la Saale le 10 novembre. Dans la bataille de Werbach, des parties de la division Beyer se sont battues contre la division badoise et le 25 et 26 juillet 1866 devant Wurtzbourg avec les Bavarois à Helmstadt, Uettingen et Roßbrunn.

### Ministre de la guerre de Bade
Lorsque, après la paix de Prague, le grand-duc Frédéric de Bade ordonne la modernisation complète de la division badoise selon le modèle prussien, Beyer est transféré à Karlsruhe en 1867 en tant que plénipotentiaire militaire prussien. Avec l'approbation du haut commandement prussien, il entre au service du grand-duché de Bade le 18 février 1868 en tant que ministre de la Guerre et adjudant général du grand-duc.

### Guerre franco-prussienne
En 1870, Beyer dirige la division badoise dans la guerre contre la France. Sa division fait partie de la 3e armée du prince héritier et prend part à la bataille de Frœschwiller-Wœrth, puis participe au siège de Strasbourg sous le commandement suprême du général August von Werder. Cette unité devient plus tard la 14e corps d'armée.
Peu après la capitulation de Strasbourg le 13 août 1870, Beyer tombe gravement malade et ne peut reprendre le commandement de sa division que le 12 octobre. le 30 octobre 1870, après une escarmouche, il occupe Dijon et reste en action contre l'armée des Vosges de Garibaldi, jusqu'à ce qu'il doive à nouveau quitter le commandement le 11 décembre pour des raisons de santé.
Avant même le traité de paix, il reprend le ministère de la Guerre. Lorsque le 15 juillet 1871, le grand-duché de Bade conclut un accord avec la Prusse selon lequel les officiers passent dans l'armée prussienne, Beyer devient gouverneur de la forteresse de Coblence (de) et Ehrenbreitstein. Il y est promu General der Infanterie en 1873. Le 22 mars 1877, en reconnaissance de ses services, Beyer est nommé chef du 39e régiment de fusiliers par l'empereur Guillaume Ier.
En 1880, il se retire du service militaire et meurt le 7 décembre 1889 à Leipzig d'une crise cardiaque.

## Honneurs
- 1879 : Citoyen d'honneur de la ville de Coblence (de)